# Marion (Waupaca County, Wisconsin)
Marion ist eine Kleinstadt (mit dem Status „City“) im Waupaca County und zu einem kleinen Teil im Shawano County im US-amerikanischen Bundesstaat Wisconsin. Im Jahr 2010 hatte Marion 1260 Einwohner. Die Stadt ist benannt nach Francis Marion, einem General des Unabhängigkeitskrieges.

## Geografie
Marion liegt im mittleren Nordosten Wisconsins, rund 60 km westlich der Green Bay des Michigansees. Die Stadt wird vom North Fork Pigeon River durchflossen, der über den Pigeon River, den Embarrass River, den Wolf River und den Fox River zum Einzugsgebiet des Michigansees gehört.
Die geografischen Koordinaten von Marion sind 44°40′15″ nördlicher Breite und 88°53′21″ westlicher Länge. Das Stadtgebiet erstreckt sich über eine Fläche von 6,68 km² und wird im Waupaca County von der Town of Dupont und im Shawano County von der Town of Grant umgeben, ohne einer davon anzugehören.
Nachbarorte von Marion sind Caroline (6,3 km nördlich), Pella (15,2 km nordöstlich), Embarrass (17,5 km östlich), Clintonville (12,5 km südöstlich), Big Falls (14,3 km südwestlich) und Tigerton (17,6 km nordwestlich).
Die nächstgelegenen größeren Städte sind Green Bay am Michigansee (78,2 km ostsüdöstlich), Appleton (71,2 km südöstlich), Wisconsins größte Stadt Milwaukee (217 km südsüdöstlich), Wisconsins Hauptstadt Madison (214 km südsüdwestlich), Eau Claire (236 km westlich), die Twin Cities in Minnesota (359 km in der gleichen Richtung), Wausau (79,4 km westnordwestlich), Duluth am Oberen See in Minnesota (440 km nordwestlich) und Sault Ste. Marie in der kanadischen Provinz Ontario (505 km nordöstlich, gegenüber von Sault Ste. Marie, Michigan).

## Verkehr
Der U.S. Highway 45 verläuft entlang des nordöstlichen Stadtrandes von Marion und trifft auf Höhe des Stadtzentrums an dessen nördlichem Endpunkt auf den Wisconsin State Highway 110. Alle weiteren Straßen sind untergeordnete Landstraßen, teils unbefestigte Fahrwege sowie innerörtliche Verbindungsstraßen.
Die nächsten Flughäfen sind der Austin Straubel International Airport von Green Bay (77,9 km ostsüdöstlich), der Outagamie County Regional Airport bei Appleton (65,6 km südöstlich) und der Central Wisconsin Airport bei Wausau (71,2 km westnordwestlich).

## Bevölkerung
Nach der Volkszählung im Jahr 2010 lebten in Marion 1260 Menschen in 538 Haushalten. Die Bevölkerungsdichte betrug 188,6 Einwohner pro Quadratkilometer. In den 538 Haushalten lebten statistisch je 2,34 Personen.
Ethnisch betrachtet setzte sich die Bevölkerung zusammen aus 97,4 Prozent Weißen, 0,1 Prozent (eine Person) Afroamerikanern, 1,5 Prozent amerikanischen Ureinwohnern, 0,1 Prozent Asiaten sowie 0,3 Prozent aus anderen ethnischen Gruppen; 0,6 Prozent stammten von zwei oder mehr Ethnien ab. Unabhängig von der ethnischen Zugehörigkeit waren 1,7 Prozent der Bevölkerung spanischer oder lateinamerikanischer Abstammung.
23,3 Prozent der Bevölkerung waren unter 18 Jahre alt, 56,2 Prozent waren zwischen 18 und 64 und 20,5 Prozent waren 65 Jahre oder älter. 54,4 Prozent der Bevölkerung waren weiblich.
Das mittlere jährliche Einkommen eines Haushalts lag bei 36.625 USD. Das Pro-Kopf-Einkommen betrug 21.871 USD. 11,9 Prozent der Einwohner lebten unterhalb der Armutsgrenze.

## Bekannte Bewohner
- Charlie Laine (* 1984), Pornodarstellerin – geboren und aufgewachsen in Marion